# Schizocosa saltatrix
Schizocosa saltatrix is een spinnensoort in de taxonomische indeling van de wolfspinnen (Lycosidae).
Het dier behoort tot het geslacht Schizocosa. De wetenschappelijke naam van de soort werd voor het eerst geldig gepubliceerd in 1844 door Nicholas Marcellus Hentz.